# Le Joyeux Prisonnier
Pour plus de détails, voir Fiche technique et Distribution.
Le Joyeux Prisonnier (titre original : Small Town Girl) est un film musical américain réalisé par László Kardos (crédité Leslie Kardos) en 1953.

## Synopsis
Rick Belrow Livingston, de passage à Duke Creek, petite ville du Connecticut, est condamné à 30 jours de prison par le juge Gordon Kimbell, pour excès de vitesse. La vedette de Broadway Lisa Bellmount, qui l'accompagnait, avertit la presse qui étale "l'affaire". Cindy, la fille du juge, tombe amoureuse de Rick, qui l'a séduite et obtenu qu'elle lui permette de s'échapper une soirée, afin d'assister au nouveau spectacle de Lisa. Ludwig Schlemmer, fiancé à Cindy, rêve de se produire à Broadway et espère être "recommandé" par la vedette…

## Fiche technique
- Scénario : Dorothy Kingsley et Dorothy Cooper, d'après une histoire de cette dernière
- Chansons : paroles de Leo Robin et musique de Nicholas Brodszky
- Direction musicale : André Previn
- Musique : André Previn et Albert Sendrey (non crédités)
- Chorégraphie : Busby Berkeley
- Photographie : Joseph Ruttenberg
- Direction artistique : Cedric Gibbons et Hans Peters
- Montage : Albert Akst
- Décors : Edwin B. Willis et Emile Kuri
- Costumes : Helen Rose
- Producteur : Joe Pasternak
- Société de production et de distribution : Metro-Goldwyn-Mayer
- Genre : Film musical et romance
- Format : Couleurs (en Technicolor) - 35 mm - 1,37:1 - Son : Mono (Western Electric Sound System)
- Durée : 92 minutes
- Date de sortie :
  - États-Unis : 10 avril 1953

## Distribution
- Jane Powell : Cindy Kimbell
- Farley Granger : Rick Belrow Livingston
- Ann Miller : Lisa Bellmount
- Robert Keith : Le juge Gordon Kimbell
- S.Z. Sakall : Eric Schlemmer
- Bobby Van : Ludwig Schlemmer, son fils
- Billie Burke : Mme Livingston mère
- Fay Wray : Mme Gordon Kimbell
- Chill Wills : "Happy", le shérif
- Dean Miller : Mac
- William Campbell : Ted, le reporter-photographe
- Philip Tonge : Hemmingway, le maître-d'hôtel
- Jonathan Cott : Jim, le policier
- Bobby Hyatt : Dennis Kimbell
- Beverly Wills : Deidre
- Gloria Noble : Patsy
- Jane Liddell : Betty
- Nancy Valentine : Mary
- Pegi McIntire : Susie
- Rudy Lee : Jimmy
- Janet Stewart : Sandra
- Virginia Hall : Une petite amie
- Nat King Cole : Lui-même

## Commentaire
Comme souvent avec ce type de film, l'intrigue n'est qu'un prétexte amenant les numéros musicaux, brillamment chorégraphiés par Busby Berkeley, un spécialiste du genre. Le Joyeux Prisonnier, tourné en plein âge d'or de la comédie musicale hollywoodienne (mais bien moins connu que les grands « classiques », tels Chantons sous la pluie ou Un Américain à Paris), comporte notamment deux grands moments : celui où Bobby Van traverse tout Duke Creek en sautillant parmi les gens, et celui où Ann Miller danse sur une scène, au milieu de musiciens dont seuls les instruments sont visibles. Notons qu'au générique du Joyeux Prisonnier, figurent le réalisateur hongrois László Kardos, l'acteur également hongrois S.Z. Sakall et le compositeur Nicholas Brodszky, d'origine russe, tous trois ayant fui l'Allemagne et la Hongrie (où ils faisaient alors carrière) à la fin des années 1930, en raison de l'avènement du nazisme.

## Galerie

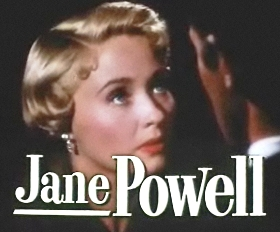
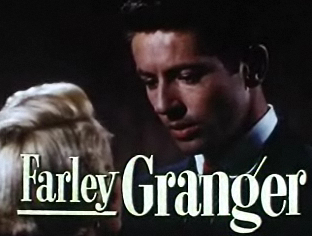
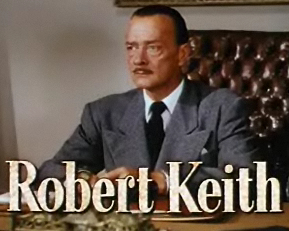
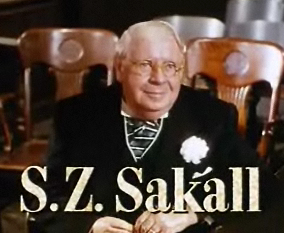
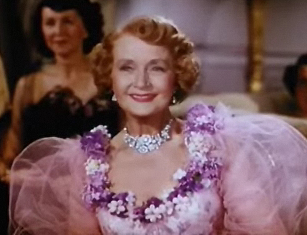
Billie Burke